# Кальдерон, Иван
Иван Кальдерон Марреро (исп. Iván Calderón Marrero, родился 7 января 1975 года в Гуайнабо, Пуэрто-Рико) — пуэрто-риканский боксёр-профессионал, выступавший в минимальной и первой наилегчайшей весовых категориях. Он является чемпионом мира в двух весовых категориях, с 2003 по 2007 год обладатель титула ВБО (WBO) в минимальном весе, а также обладатель титула в первом наилегчайшем весе во версии WBO и журнала The Ring по линейному чемпионату с 2007 по 2010 год (шесть успешных защит). Кроме того, его бой с Джовани Сегура в августе 2010 года был назван боем года по версии журнала The Ring. Как любитель Кальдерон представлял Пуэрто-Рико на международных соревнованиях, в том числе на Олимпийских играх 2000 года.
Наилучшая позиция в мировом рейтинге: 2-й.

## Любительская карьера
В 1993 году Кальдерон победил Мигеля Котто в первом наилегчайшем весе, когда оба боксера находились на ранней стадии любительского бокса. После этого оба спортсмена подружились. Прежде чем стать профессионалом, Кальдерон проиграл Брайану Вилориа один раз за свою любительскую боксерскую карьеру, но трижды победил его. Кроме того, Кальдерон как международный любитель участвовал в нескольких турнирах, в том числе следующих:
В 1999 году занял 3-е место в первом наилегчайшем весе на Панамериканских играх в Виннипеге, Канада. Результаты были:
- Победил Вильфридо Валез (Колумбия) по очкам
- Победил Мендео Уинстон (Доминиканская Республика) по очкам
- Проиграл Майкро Ромеро (Куба) по очкам

В 2000 году он представлял Пуэрто — Рико в первом наилегчайшем весе на Олимпийских играх 2000 года в Сиднее. Результат был таков:
- Проиграл Масара Ла Паене (Индонезия) по очкам.

## Профессиональная карьера
Став профессионалом, Кальдерон часто появлялся на ESPN Friday Night Fights. 1 июля 2001 года Кальдерон победил Хосе Мануэля Рамиреса единогласным решением судей. Во время этого боя у него было рассечение над правой бровью, которое потребовало хирургического вмешательства. 3 мая 2003 года Кальдерон впервые стал чемпионом мира, победив Эдуардо Маркеса техническим решением (TD) в девяти раундах в Лас-Вегасе, в рамках андеркарта (предварительного боксёрского боя) перед основным поединком вечера Де Ла Хойя-Кампас, и завоевал титул чемпиона мира в минимальном весе Всемирной боксерской организации. 5 сентября он защитил свой титул первый раз в поединке с мексиканским бойцом Лоренцо Трехо в Кагуасе, Пуэрто-Рико. Вторая защита состоялась в Баямоне, он победил бывшего чемпиона мира Алекса Санчеса единогласным решением судей в 12 раундах. 20 марта 2004 года он сохранил чемпионство, одержав победу нокаутом в одиннадцатом раунде над бывшим чемпионом мира Международной боксерской федерации Эдгаром Карденасом. Перед этим боем Кальдерон получил свой аттестат о среднем образовании.
31 июля 2004 года, в рамках андеркарта Моралеса-Эрнандеса в Лас-Вегасе, он снова защитил свой титул, победив в двенадцати раундах единогласным решением судей бывшего чемпиона мира Роберто Лейву. 23 ноября того же года он провёл свою пятую защиту, победив никарагуанца Карлоса Фахардо единогласным решением судей в двенадцати раундах, в рамках андеркарта Баррера-Моралес. Его бой с Фахардо транслировался в прямом эфире на канале HBO Pay per view. 30 апреля 2005 года он защитил титул, одержав победу нокаутом в восьмом раунде над Ноэлем Тунакао, членом филиппинской боксерской семьи Тунакао. 25 сентября он защитил свой титул в седьмой раз, единогласным решением судей победив в двенадцати раундах мексиканца Херардо Верде в Атлантик-Сити, штат Нью-Джерси.
10 декабря 2004 года Кальдерон снова сохранил титул, на этот раз одержав верх единогласным решением судей в 12 раундах над бывшим чемпионом мира Даниэлем Рейесом. Кальдерон начал 2006 год с успешной защиты своего титула. 18 февраля он одержал победу единогласным решением судей в 12 раундах против Исаака Бустоса в Лас-Вегасе. Он дважды успешно защищал свой титул в 2006 году после боя с Исааком Бустосом. 29 апреля он выиграл бой против Мигеля Теллеса техническим нокаутом, одержав таким образом свою шестую победу нокаутом. Он закончил свой боксерский год 21 октября, победив Хосе Луиса Варела из Венесуэлы единогласным решением судей. После этого боя Всемирная боксерская организация признала его супер-чемпионом WBO за десять успешных защит титула. В своем первом бою 2007 года, который состоялся 28 марта в Баранкилье, Колумбия, Кальдерон победил Рональда Барреру раздельным решением судей. После боя с Баррерой Кальдерон объявил, что он заинтересован в смене веса и вызове одного из чемпионов в первом наилегчайшем весе, таким образом, после двенадцати успешных защит титула, он перешёл в другую весовую категорию.
В этот период Фредди Роуч выбрал Кальдерона в качестве спарринг-партнера для Оскара Де Ла Хойи. Причина заключалась в том, что тренер искал быстрого противника. Точно так же Кальдерон соревновался с Шейном Мосли в четырехраундовом спарринге.

## Первый наилегчайший вес
25 августа 2007 года Кальдерон победил Уго Касареса раздельным решением судей и стал чемпионом WBO и линейным чемпионом в первом наилегчайшем весе. 1 декабря 2007 года в Нью-Мексико он добился успеха в своей первой защите титула в первом наилегчайшем весе, победив Хуана Эскера. В течение первых четырех раундов боя Кальдерон использовал свои боксерские навыки, чтобы избежать ударов, наносимых Эскером. Бой длился двенадцать раундов, и Иван выиграл бой единогласным решением судей. Вторая защита Кальдерона в первом наилегчайшем весе состоялась 4 апреля 2008 года, в результате которой он победил Нельсона Дьеппа единогласным решением судей.
30 августа 2008 года состоялась вторая встреча Уго Касареса и Кальдерона. На начальных этапах схема боя была похожа на первую встречу. В следующих раундах Касарес попытался оказать давление в наступлении, но Кальдерон продолжал боксировать и удерживал своего противника. Претендент был на мгновение ошеломлен апперкотом на последних секундах третьего раунда. В шестом раунде Кальдерон сосредоточился на защите, замедляя темп своего наступления. В седьмом раунде случайное столкновение голов привело к рассечению на лбу Кальдерона. Врач рекомендовал прекратить бой. В силу сложившихся обстоятельств исход матча был решён судейским решением, которые отдали победу Кальдерону 67-66 и 68-65. Из-за характера этой травмы боксёрская комиссия Пуэрто-Рико запретила Кальдерону участие в любых боксёрских мероприятиях в течение 120 дней. Через две недели после боя рана была так же открыта, и ему сделали пластическую операцию, чтобы предотвратить повторные травмы. 23 сентября 2008 года Питер Ривера объявил, что Кальдерон вернется на ринг в период с января по февраль 2009 года. Ривера отметил, что бой будет против одного из других чемпионов в первом наилегчайшем весе, скорее всего, Сезара Канчилы.
13 июня 2009 года Кальдерон защищал чемпионский титул против Роделя Майоля. Бой был окончен технической ничьей. Через три месяца был назначен немедленный матч-реванш. В итоге, бой был остановлен после седьмого раунда в связи с тем, что рассечение, полученное из-за непреднамеренного столкновения головами боксеров, не позволило Кальдерону продолжить бой. В итоге двое судей отдали победу Кальдерону со счетом 68-65 и один судья решил, что сильнее был Майоль: 68-65. Кальдерон победил техническим решением филиппинца Роделя Майоля и сохранил свой титул.

## Результаты боёв
| Бой | Дата | Соперник | Судьи | Место боя | Раундов | Результат | Дополнительно |
| --- | ---- | -------- | ----- | --------- | ------- | --------- | ------------- |
|     |      |          |       |           |         |           |               |
| Бой | Дата | Соперник | Судьи | Место боя | Раундов | Результат | Дополнительно |